# Пак Чэ Чхоль
Пак Чэ Чхоль (кор. 박재철; род. 24 октября 1975) — южнокорейский кёрлингист и тренер по кёрлингу.
Играл на позициях второго и третьего.
В составе мужской сборной Республики Корея участник чемпионата мира 2003 и 2011, нескольких Тихоокеанско-Азиатских чемпионатов (чемпионы в 2002), зимних Азиатских игр 2003 (чемпионы), зимней Универсиады 2003.

## Достижения
- Тихоокеанско-азиатский чемпионат по кёрлингу: золото (2002), бронза (2003).
- Зимние Азиатские игры: золото (2003).
- Зимние Универсиады: бронза (2003).

## Команды
| Сезон   | Четвёртый    | Третий       | Второй       | Первый       | Запасной                                   | Турниры                       |
| ------- | ------------ | ------------ | ------------ | ------------ | ------------------------------------------ | ----------------------------- |
| 1998—99 | Song He-dong | Ким Чхан Мин | Пак Чэ Чхоль | Kim Su-hong  | Jeong Tac-yeon                             | ТАЧ 1998 (4 место)            |
| 2001—02 | Ли Дон Гон   | Ким Су Хёк   | Чхве Мин Сок | Пак Чэ Чхоль | Hong Jun Pyo тренер: Глен Джексон          | ТАЧ 2001 (4 место)            |
| 2002—03 | Ли Дон Гон   | Пак Чэ Чхоль | Ко Сын Ван   | Чхве Мин Сок | Ким Су Хёк тренер: Мелисса Солиго          | ТАЧ 2002                      |
| 2002—03 | Ли Дон Гон   | Пак Чэ Чхоль | Ким Су Хёк   | Чхве Мин Сок | Ко Сын Ван тренер: Yang Young-Sun          | ЗУ 2003                       |
| 2002—03 | Ли Дон Гон   | Ким Су Хёк   | Пак Чэ Чхоль | Чхве Мин Сок | Ко Сын Ван тренер: Элейн Дагг-Джексон (ЧМ) | ЗАИ 2003 · ЧМ 2003 (10 место) |
| 2003—04 | Ли Дон Гон   | Пак Чэ Чхоль | Ко Сын Ван   | Чхве Мин Сок | Kim Hyun Chul тренер: Yang Young-Sun       | ТАЧ 2003                      |

(скипы выделены полужирным шрифтом)

## Результаты как тренера национальных сборных
| Год  | Турнир                                                          | Команда                        | Место |
| ---- | --------------------------------------------------------------- | ------------------------------ | ----- |
| 2006 | Тихоокеанско-азиатский чемпионат по кёрлингу 2006               | Республика Корея (женщины)     | 2     |
| 2007 | Зимняя Универсиада 2007                                         | Республика Корея (женщины)     | 7     |
| 2007 | Тихоокеанско-азиатский чемпионат по кёрлингу 2007               | Республика Корея (мужчины)     | 5     |
| 2009 | Зимняя Универсиада 2009                                         | Республика Корея (женщины)     | 7     |
| 2015 | Тихоокеанско-азиатский чемпионат по кёрлингу среди юниоров 2015 | Республика Корея (юниоры жен.) | 1     |
| 2015 | Чемпионат мира по кёрлингу среди юниоров 2015                   | Республика Корея (юниоры жен.) | 6     |